# Américo Facó
Américo de Queirós Facó (Beberibe, 21 de outubro de 1885 — Rio de Janeiro, 3 de janeiro de 1953) foi um poeta e jornalista cearense, viveu a maior parte de sua vida no Rio de Janeiro. Publicou poemas em vários periódicos de seu tempo, como o Jornal do Ceará e o Álbum Imperial, de São Paulo.

## Biografia
Era filho de Gustavo Francisco de Queirós Facó, primeiro subdelegado de Beberibe, e de Maria Francisca de Queirós Facó. Foi batizado na matriz de Beberibe pelo pároco, o padre Francisco Ribeiro Bessa, em 1 de janeiro de 1886.
Considerado pela crítica literária como surrealista, seus primeiros versos (em torno de 60 poemas) foram publicados no periódico Jornal do Ceará, de Fortaleza, entre 1907 e 1908. Lá publicou também artigos políticos de oposição ao governo de Nogueira Acioly ("um dos mais poderosos oligarcas do Norte", segundo Edigar de Alencar). Por causa desses artigos, em "21 de dezembro de 1908, dois ou três soldados da polícia à paisana deram violenta surra no poeta nas imediações da Praça Marquês do Herval", segundo afirma Gustavo Barroso, que diz ainda que "salvou-lhe talvez a vida a intervenção do Capitão do Exército Castelo Branco, morador na casa da esquina, atraído pelos seus gritos".
Em 1910, mudou-se para o Rio de Janeiro. Em 1911, já fazia parte dos círculos literários mais importantes do páis. Sua obra, porém, só seria publicada em livro em 1946, com Sinfonia Negra. Em 1951, publicou Poesia Perdida, renegando tudo o que produzira no Ceará. Seus poemas revelam o cultivo da forma e das rimas raras, talvez reflexo da leitura dos clássicos portugueses.
Foi diretor da parte literária da revista Fon-Fon. Trabalhou no Instituto Nacional do Livro e no Senado Federal.
Foi grande amigo de Carlos Drummond de Andrade, que dedicou a Américo Facó o livro Claro Enigma. Em O Observador no Escritório, Drummond escreveu: "Na casa da rua Rumânia, durante tres noites, confiei-lhe os originais do meu livro Claro Enigma e ouvi suas opiniões de exímio versificador. Eu 'convalescia' de uma amarga experiência política [...]. Paciente e generoso, Facó passou um mínimo de nove horas, contando as três noites seguidas, a aturar minhas dúvidas e indecisões. Se não aceitei integralmente suas observações, a verdade é que as três vigílias me deram ânimo a prosseguir [...]. E me fizeram sentir a nobreza do seu espírito de autêntico homem de letras, mais preocupado com a linguagem e seus recursos estéticos do que com a fácil vida literária das modas e dos bares."
Segundo Vagner Camilo, no livro Drummond: da rosa do povo à rosa das trevas, "a interlocução Facó-Drummond merece e deve ser considerada marcante na composição do livro de 1951" (ou seja, Claro Enigma).
A convite de Américo Facó, Drummond trabalhou na frustrada remodelação do Departamento Nacional de Informações, antigo DIP.

## A Biblioteca de Américo Facó
Após a morte do amigo, Drummond iniciou uma campanha para que a biblioteca de Américo Facó fosse doada à Fundação Biblioteca Nacional. A família, no entanto, optou por vender os livros. Segundo José Mindlin, eles foram comprados por Libano Calil, proprietário da Livraria Calil Antiquária, o sebo mais antigo de São Paulo.
A venda dos livros provocou, na época, grande discussão na imprensa. A Fundação Casa de Rui Barbosa tem em seus arquivos carta de Elda Facó Marchese, filha do Gen. Edgar Facó, em que comenta crônica de Drummond sobre "a dissolução da biblioteca de Américo Facó, por iniciativa de um dos 'seus primos generais'. A signatária defende a atitude tomada pela família".
Nos arquivos da casa de Rui Barbosa, consta que há anotações de Carlos Drummond de Andrade no corpo da carta.
Da carta de Elda Facó consta que:
"Américo Facó, em seu testamento, constituiu seu primo Edgard Facó como Inventariante e Testamenteiro.
Não havia no testamento autorização para doar sua Biblioteca, e Américo deixou todos os seus bens para seus herdeiros.
Edgard Facó tinha o dever, como Inventariante e Testamenteiro, de converter os bens deixados por Américo em dinheiro e remeter o produto aos herdeiros de Américo.
Os livros da Biblioteca foram vendidos em Leilão, por Leiloeiro Público.
Um destacado Sebo de São Paulo fez um lance pela Biblioteca inteira, por conta e ordem do mais  destacado dos Bibliófilos paulistanos."
Com esta carta encerrou-se a polêmica sobre o importante acervo da Biblioteca de Américo Facó.
Américo era irmão da Doutora Aglaêda Facó Ventura, professora de Teoria Literária na Universidade de Brasília.